# Mufrid
Mufrid  (Eta Boötis / η Boo / η Boötis) è una stella di classe spettrale G0-IV, distante 37 anni luce dal sistema solare, nella costellazione di Boote. Mufrid appare vicina alla stella di spicco di Boote, Arturo (Alpha Bootis) nel cielo della Terra, e Arturo è in realtà il suo più prossimo vicino stellare, in quanto entrambe le stelle sono quasi alla stessa distanza dal Sole.

## Osservazione
Si tratta di una stella situata nell'emisfero celeste boreale; grazie alla sua posizione non fortemente boreale, può essere osservata dalla gran parte delle regioni della Terra, sebbene gli osservatori dell'emisfero nord siano più avvantaggiati. Nei pressi del circolo polare artico appare circumpolare, mentre resta sempre invisibile solo in prossimità dell'Antartide. La sua magnitudine pari a 2,7 le permette di essere facilmente individuata anche da centri urbani di dimensioni medie.
Il periodo migliore per la sua osservazione nel cielo serale ricade nei mesi compresi fra fine marzo e agosto; da entrambi gli emisferi il periodo di visibilità rimane indicativamente lo stesso, grazie alla posizione della stella non lontana dall'equatore celeste.

## Caratteristiche fisiche
Mufrid è una subgigante gialla avente una massa del 60% superiore a quella del Sole, ed un raggio 2,7 volte superiore. Ha cessato da poco la fusione dell'idrogeno nel suo nucleo ed ora, con un nucleo d'elio inerte sta bruciando l'idrogeno degli strati più esterni, e in un futuro prossimo entrerà nella fase di gigante rossa.
Osservazioni del suo spettro suggeriscono la presenza di una compagna vicina di piccola massa con un periodo orbitale di 1,35 anni. Probabilmente si tratta di una nana bianca, la cui distanza dalla principale è circa la stessa che separa Marte dal Sole.
Mufrid ha anche una compagna ottica a 2 minuti d'arco di distanza di nona magnitudine, non legata gravitazionalmente alla stella principale.